# L'impresario delle Smirne
L'impresario delle Smirne è un'opera teatrale in cinque atti di Carlo Goldoni scritta nel 1759, rappresentata per la prima volta durante il Carnevale dell'anno seguente. La commedia, originariamente in versi martelliani, fu poi ridotta in prosa dallo stesso autore. Si tratta di un'opera grottesca e divertente che presenta un impietoso ritratto dell'ambiente degli artisti di teatro. Il pubblico gradì molto il tema leggero, da opera buffa, con scene di autentico divertimento. La commedia fu replicata per diverse sere, e ancora oggi viene ripresa da varie compagnie.
L'opera faceva parte del progetto delle Nove muse, che prevedeva la stesura di nove opere diverse per argomento, registro e metro letterario,  e dedicate ognuna a una dea del Parnaso (Euterpe in questo caso). Nei programmi dell'autore e dell'impresario Vendramin questo ciclo di commedie avrebbe dovuto risanare il bilancio negativo della stagione 1758-1759 del Teatro San Luca. In realtà non tutte le opere furono completate: Gli amori di Alessandro Magno andò in scena nella primavera del 1759; La scuola di ballo e Artemisia in autunno; questa e Gl'innamorati furono allestiti nel successivo Carnevale; Enea nel Lazio e Zoroastro andarono in scena l’anno seguente, mentre le ultime due non furono mai scritte o andarono perdute. La fortuna di questi componimenti fu alterna presso i contemporanei, così come rimane ondeggiante oggi. 

## Trama
Un ricco mercante turco giunge a Venezia per mettere insieme una compagnia di cantanti lirici italiani da portare in una favolosa tournée nelle Smirne (come allora si designava correntemente la Turchia). Tramite il conte Lasca (apparentemente amico degli attori, ma in realtà viscido approfittatore) entra quindi in contatto con un gruppo di teatranti che si riveleranno pettegoli, invadenti, boriosi, intriganti e assetati di danaro, con le primedonne che faranno a gara nell'alzare le loro richieste sparlando ferocemente le une delle altre, fino a mettere in fuga l'aspirante impresario. 

## Poetica
L'opera, essenzialmente, è un affresco satirico del teatro musicale dell'epoca, il graffiante ritratto di una fauna pettegola e capricciosa di «virtuose», di improbabili tenori, di maldestri poeti drammatici, che tuttavia conserva una sua attualità riferibile a certi modelli di produzione teatrale dei nostri giorni.
L'autore conosceva a fondo l'ambiente di cui trattava, poteva parlarne per fondamento, come lo stesso dichiara nella prefazione dell'opera: Io ho conosciuto in Italia molti e molti Impresari di Opera in musica; ho molto scritto per loro in serio ed in buffo, e posso parlarne con fondamento. Alcuni fanno gl'Impresari per una specie di necessità, e sono quelli che possedendo qualche Teatro, per profittare della rendita considerabile di un tal fondo, fanno andare l'impresa per loro conto, e sovente vi rimettono, oltre il profitto de' palchetti, qualch'altra parte del patrimonio. Altri lo fanno per un'inclinazion generosa di divertir se stessi ed il Pubblico, e questi ci rimettono più degli altri. Vi sono di quelli che si lasciano indurre a farlo dalle lusinghe di un'amabile Virtuosa, la quale, non trovando chi voglia darle il posto di prima Donna, induce l'Amico ed il Protettore a prendere sopra di sé l'impresa d'un'Opera, e lo sagrifica alla sua vanità ed al suo interesse. Molti lo fanno, sedotti dalla lusinga dell'utile, alla persuasione di quelli che fanno i sensali di tal genere di mercanzia, e danno loro ad intendere, che non vi è danaro meglio investito, in tempo che non vi è danaro più sicuramente perduto. Altri finalmente lo fanno per disperazione, non avendo niente da perdere, e colla speranza di guadagnare, e se le cose van male, s'impossessano della cassetta, piantano l'impresa, e lasciano i Musici nell'imbarazzo. Tutte queste differenti qualità d'Impresari convengono in una cosa sola: grandi e piccioli, ricchi e poveri, generosi o venali, tutti accordano, e provano, e si lamentano, che un'impresa d'Opera in musica è il più grande, il più fastidioso e il più pericoloso degl'imbarazzi.
Goldoni non si risparmia una critica amara su quel mondo da lui tanto amato, sottolineando la disperazione e la malinconia esistenziale dei personaggi, ma non esitando a mettere in luce le stravaganze e le miserie degli artisti per favorire il gioco e l'ilarità.